# Комедија дел арте
Комедија дел арте (итал. Commedia dell'аrte), комедија импровизација настала у Италији у првој половини XVI вијека. У комедији је био унапријед одређен само основни садржај и распоред кретања глумаца, а текст су импровизовали глумци у току извођења комада на „отвореној сцени”. На сцени су се појављивали увијек исти типови: Арлекин, Коломбина, Пулчинела, Панталоне и др. са сталним карактерним маскама. Ускоро се ова допадљива комедија проширила по Француској и даље Европом. Утицала је на развој комедије XVI и XVII вијека. Супротно овој врсти комедија је „комедија ерудита” (итал. commedia erudita) која има унапријед утврђен текст и интригу.
Раније се звала италијанска комедија, а позната је и као commedia alla maschera, commedia improvviso, и commedia dell'arte all'improvviso. Окарактерисана маскираним „типовима“, комедија је била одговорна за успон глумица као што је Изабела Андреини и импровизоване представе засноване на скечевима или сценаријима. Комедија, као што је Вадилац зуба, је сценаризована и импровизована.

## Историја
Ова комедија датира из прве половине 16. вијека. Звана је још и „Италијанска народна комедија” што она и јесте у правом смислу те ријечи. Њен развојни пут тече готово упоредо с развојем мелодраме. Она и јесте мелодрама у италијанском стилу. Ни мало наиван живот ове комедије објашњава мобилисаност одређене социјалне структуре са јасно израженим карактером али и идејом спасења. Настаје на и у традицији малих и великих вашара на којима своје шатре разапињу пеливани, улични пјевачи, разноразни шарлатани, из којих искачу и својим сумњивим квалитетима забављају широке народне масе. Прије него би понудили своје, такође сумњиве, производе, пеливани сами или у групи изводе „sketches” и мим, док улични пјевачи прате своје приче мимиком која се приближава тумачењу ликова, то јест глуми у правом смислу ријечи. Сви они су, на неки начин, настављачи средњовијековних артиста, жонглера, еквилибриста, ако ни по чему оно по статусу социјалне припадности и апсолутним симпатијама и благонаклоностима народа. Они су кокетни а народ се с њима идентификује.
Тако су ти пеливани, шарлатани и остали слични њима почели да попримају изглед и преузимају улогу типичних ликова из народног предања. Када је то прожимање њихове личности с оном коју су представљали било остварено и када су увидјели да су својим мимичким исказом постигли успјех, престали су да раде сами, окупили су се у мале дружине или су у те своје игре укључили и цијеле породице. Дакле, још прије него се позоришни чин одвојио од продаје чаробних напитака за дуговјечност, потенцију и сл. комедија дел арте постала је запажена појава, јасно оцртаних обриса. Током времена, глумци „дел арте“ су се добровољно окупили у путујуће дружине. Своју глумачко –мимичку вјештину, као и акробатику су увјежбавали до савршенства. То „арт“ је у њиховом случају имало тежину квалитета вјештине, умијећа, храбрости.

## Ликови - континуитет народне традиције
Док се Хамлет не може замислити изван оквира особене и аутентичне приче у којој његов лик оживљава, Арлекин је спреман да учествује у било каквој пустоловини и да при томе остане што јесте – Арлекин. Битне карактеристике комедије дел арте су професионализам, маске и импровизација. Маске које представљају исходиште дел арте, зову се зани итал. zanni. Зани су одмах добили улогу слугу, а веома су старог поријекла које показује у којој мјери су глумци „дел арте“ срасли са самим коријеном народне културе. Зани су типови из сјеверно – италијанског фолклора, који се сусрећу у обредима и у карневалским свечаностима и у почетку су представљани као демони земље. Прихватајући тај древни лик, глумци су његова спољна обиљежја сачували готово нетакнута- пакленску црну маску и широку, бијелу одјећу по којој су га гледаоци лако препознавали, и то бар гледаоци у унутрашњости и на селима – да би га поистовјетили с оним најнижим представником градскога плебса који је слуга-носач, ликом који је симбол заједничке коби угњетених народних маса. А то дубоко значење, које потиче из изворне двосмислености лика, стално се исказује кроз неутољиву глад, кроз сукобе са господарем, кроз сељачку лукавост, кроз потребу за одмаздом која, иако се каткад оствари, ипак никад није коначна. Заније, затим, замјењују или им се придружују друге маске истога поријекла. Најпознатије су: Арлекин фр. Hennequin, демонски лик француског сељачког фолклора Пулчинела. Из њих, најзад у седамнаестом и осамнаестом вијеку проистиче читава плејада ликова: Труфалдино, Фрителино, Мецетино и тако даље. Ту је и Панталоне“Величанствени“ итал. Il Magnifico, венецијански трговац и патер фамилијас лат. pater familias, чије демонско поријекло, ако и није извјесно као у случају занија, бар је вјероватно с обзиром на црну маску и црвени костим. Да је стигао из пакла говори и то што је представљен увијек као стари сладострасник, не баш сенилан и импотентан, већ често и жесток и упоран. Тек у осамнаестом вијеку, када је Голдони почео да истиче врлине грађанске класе, Панталоне ће се претворити у личност разбориту и сталожену и биће више отац него господар.

## Социјална позадина и авангардна улога у позоришту и друштву
Велељепна мелодрама у италијанском стилу,„народна комедија”, постала је кључно мјесто дворских свечаности европске аристократије, али је у јавним позориштима била веома популаран облик позоришне забаве и осталих друштвених слојева. Нудила је приступачну, лаку забаву а ипак је била ослобођена изопачености својствене вишем друштву. Формирала је другачији укус позоришта али и дала свој допринос општој еманципацији другачијег погледа на социјалну правду. Комедија дел арте умјела је да се уздигне до највишег степена друштвене хијерархије а интелектуалци аристократског поријекла могли су да је презиру али не и да је заобиђу. Комедија дел арте се често наводи као „чисто позориште“, непатворено, изворно - позориште „у живо“ лат. in vivo. Тако се први пута у историји човјечанства једно ново позориште, позориште ниже класе, поставило као алтернатива позоришту учених људи. Оригиналност и авангардност обезбиједили су јој стално мјесто у позоришном Пантеону али и култури уопште. Сасвим извјесно и законито учествује у изгледу цивилизацијског профила данашњег "културног човјека“.

## Утицај на визуелну уметност
Анализа прикази из комедије дел арте представља читаво поље истраживања. Током раног периода, репрезентативна дела сликара из Фонтебла су била позната по својим еротским приказима. Фландријски утицај се означава термином commedia и карактерише га приказивање опасности пожуде, пића и хедонистичког живота. Кастело тврди да су фландријски pittore vago (лутајући сликари) који су се асимиловали у италијанским радионицама и преузели италијанска презимена: неки од најутицајнијих сликара, на пример Лодвик Топут је променио име у Лудвико Позосерато и постао познати сликар у Венето регији. Управо су ови лутајући сликари започели комедију дел арте као жанр сликарства који ће опстати вековима.
Пикасова слика Три музичара насликана 1921. године је шарена репрезентација ликова инспирисаних комедијом дел арте. Пикасо је дизајнирао костиме за балет Игора Стравинског Пулчинела (1920), балет у ком се приказују ликови и ситуацији типични за комедију.

## Утицај на извођачку уметност
Експресивно позориште је утицало на Молијерову комедију и ballet d'action, тиме додајући свеже могућности изражавања и кореографска средства. Пример комедије дел арте лика у књижевности је Чудесни фрулаш.
Ликови инспирисани комедијом дел арте се појављују у радовима бројних драмских писаца. Познати примери укључују Буру Вилијама Шекспира, Les Fourberies de Scapin Молијера, Слуга два господара Карла Голдонија, Фигаро представе Пјера Бомаршеа, као и Заљубљен у три наранџе и Турандот Карла Гезјуа. Утицај се може приметити и у сценској адаптацији Кафкиног романа Преображај Стивена Беркофа.

## External links
- commedia-dell-arte.com – Judith Chaffee's Commedia website, with resources, annotated bibliography, and links
- Meagher, Jennifer (2007) Commedia dell'arte, Metropolitan Museum of Art, July 2007
- Bellinger, Martha Fletcher (2002) "The Commedia dell'arte", A Short History of the Drama. 1927.
- Wilson, Matthew R. (2010) „A History of Commedia dell'Arte”. Архивирано из оригинала 13. 03. 2017. г. Приступљено 18. 07. 2023.